# Delphinium muscosum
Delphinium muscosum är en ranunkelväxtart som beskrevs av Arthur Wallis Exell och Hillc.. Delphinium muscosum ingår i släktet storriddarsporrar, och familjen ranunkelväxter. Inga underarter finns listade i Catalogue of Life.